# Religie de stat
     Budism          
     Islam             
     Creștinism      

Națiuni cu religii de stat:
Budism
Islam
Creștinism

Religia de stat (numită și religie oficială sau biserică de stat) reprezintă corpul religios sau credința susținută în mod oficial de stat. În practică, statele care nu au o religie oficială sunt numite state seculare.
Termenul biserică de stat este asociat de obicei cu creștinismul și se referă de cele mai multe ori la o anumită ramură a creștinismului. Religia de stat sunt religii susținute de guvern care nu trebuie confundată cu teocrația.
În unele țări, precum Insulele Maldive, islamul este religie de stat, iar cine se convertește la altă religie își poate pierde și cetățenia.

## Situația din România
Art. 9. din Legea nr. 489/2006 privind libertatea religioasă și regimul general al cultelor, prevede că: În România nu există religie de stat; statul este neutru față de orice credință religioasă sau ideologie atee.